# Second Division 1894-1895
La Second Division 1893-1894 fu la terza edizione del campionato inglese di Seconda Divisione e vide la vittoria del Bury.
David Skea (Leicester Fosse) fu il miglior marcatore del torneo con 22 gol.
All'inizio del campionato Middlesbrough Ironopolis e Northwich Victoria rinunciarono al campionato. Al loro posto furono ammesse Leicester Fosse e Bury oltre al Burton, in modo da equiparare anche l’organico cadetto a 16 squadre.

## Squadre partecipanti
- Burslem Port Vale
- Burton Swifts
- Burton Wanderers
- Bury
- Crewe Alexandra
- Darwen
- Grimsby Town
- Leicester Fosse

- Lincoln City
- Manchester City
- Newcastle Utd
- Newton Heath
- Notts County
- Rotherham Town
- Walsall Town Swifts
- Woolwich Arsenal

## Classifica finale
|  | Pos. | Squadra             | Pti | G  | V  | N | P  | GF | GS  | Med   |
|  | ---- | ------------------- | --- | -- | -- | - | -- | -- | --- | ----- |
|  | 1.   | Bury                | 48  | 30 | 23 | 2 | 5  | 78 | 33  | 2,364 |
|  | 2.   | Notts County        | 39  | 30 | 17 | 5 | 8  | 75 | 45  | 1,667 |
|  | 3.   | Newton Heath        | 38  | 30 | 15 | 8 | 7  | 78 | 44  | 1,773 |
|  | 4.   | Leicester Fosse     | 38  | 30 | 15 | 8 | 7  | 72 | 53  | 1,358 |
|  | 5.   | Grimsby Town        | 37  | 30 | 18 | 1 | 11 | 79 | 52  | 1,519 |
|  | 6.   | Darwen              | 36  | 30 | 16 | 4 | 10 | 74 | 43  | 1,721 |
|  | 7.   | Burton Wanderers    | 35  | 30 | 14 | 7 | 9  | 67 | 39  | 1,718 |
|  | 8.   | Woolwich Arsenal    | 34  | 30 | 14 | 6 | 10 | 75 | 58  | 1,293 |
|  | 9.   | Manchester City     | 31  | 30 | 14 | 3 | 13 | 82 | 72  | 1,139 |
|  | 10.  | Newcastle Utd       | 27  | 30 | 12 | 3 | 15 | 72 | 84  | 0,857 |
|  | 11.  | Burton Swifts       | 25  | 30 | 11 | 3 | 16 | 52 | 74  | 0,703 |
|  | 12.  | Rotherham Town      | 24  | 30 | 11 | 2 | 17 | 55 | 62  | 0,887 |
|  | 13.  | Lincoln City        | 20  | 30 | 10 | 0 | 20 | 52 | 92  | 0,565 |
|  | 14.  | Walsall Town Swifts | 20  | 30 | 10 | 0 | 20 | 47 | 92  | 0,511 |
|  | 15.  | Burslem Port Vale   | 18  | 30 | 7  | 4 | 19 | 39 | 77  | 0,506 |
|  | 16.  | Crewe Alexandra     | 10  | 30 | 3  | 4 | 23 | 26 | 103 | 0,252 |

## Play-off
- La 14ª squadra classificata della First Division (Stoke City) affrontò la terza classificata.
- La 15ª squadra classificata della First Division (Derby County) affrontò la seconda classificata.
- La 16ª squadra classificata della First Division (Liverpool) affrontò la prima classificata.

|              | Risultati |              | Luogo e data              |  |
| ------------ | --------- | ------------ | ------------------------- |  |
| Bury         | 1 - 0     | Liverpool    | Blackburn, 27 aprile 1895 |  |
| Derby County | 2 - 1     | Notts County | Leicester, 27 aprile 1895 |  |
| Stoke City   | 3 - 0     | Newton Heath | Burslem, 27 aprile 1895   |  |
|              |           |              |                           |  |

## Verdetti
- Bury, Notts County e Newton Heath disputarono il play-off con le ultime tre classificate della First Division.
- Solo il Bury superò i play-off e fu promosso in First Division 1895-1896.
- Il Walsall Town Swifts la stagione successiva rinunciò al campionato per tornare nei dilettanti.

## Tabellone
|                     | BPV  | BRS  | BRW  | BRY  | CRE  | DRW  | GRI  | LEI  | LIN  | MCY  | NEW  | NWH  | NTC  | ROT  | WAL  | WOO  |
| ------------------- | ---- | ---- | ---- | ---- | ---- | ---- | ---- | ---- | ---- | ---- | ---- | ---- | ---- | ---- | ---- | ---- |
| Burslem Port Vale   | –––– | 2-0  | 1–0  | 1–2  | 4–0  | 0–3  | 5–0  | 1–1  | 7–1  | 1–2  | 4–4  | 2–5  | 0-3  | 1-1  | 1-0  | 0-1  |
| Burton Swifts       | 1-0  | –––– | 2-2  | 0-1  | 4-0  | 3-0  | 2-1  | 0-5  | 6-1  | 2-1  | 5-3  | 1-2  | 2-2  | 2-2  | 1-2  | 3-0  |
| Burton Wanderers    | 4-0  | 1-2  | –––– | 1-2  | 4-0  | 2-2  | 0-0  | 1-1  | 4-1  | 8-0  | 9-0  | 1-0  | 1-0  | 4-0  | 7-0  | 2-1  |
| Bury                | 4-0  | 2-0  | 4-0  | –––– | 4-1  | 1-0  | 5-1  | 4-1  | 4-1  | 4-2  | 4-1  | 2-1  | 2-1  | 2-1  | 4-1  | 2-0  |
| Crewe Alexandra     | 2-2  | 1-3  | 1-2  | 1-5  | –––– | 2-2  | 2-1  | 2-2  | 1-4  | 2-3  | 2-1  | 0-2  | 0-3  | 2-1  | 2-3  | 0-0  |
| Darwen              | 2-0  | 5-0  | 2-0  | 0-1  | 5-0  | –––– | 4-1  | 8-2  | 6-0  | 4-0  | 5-0  | 1-1  | 2-1  | 4-3  | 2-0  | 3-1  |
| Grimsby Town        | 4-1  | 7-1  | 7-2  | 3-2  | 5-0  | 2-1  | –––– | 4-3  | 3-0  | 2-1  | 3-0  | 2-1  | 0-1  | 4-1  | 1-0  | 4-2  |
| Leicester Fosse     | 2-1  | 2-2  | 1-2  | 1-0  | 4-0  | 2-1  | 1-0  | –––– | 2-1  | 3-1  | 4-4  | 2-3  | 5-1  | 4-2  | 9-1  | 3-1  |
| Lincoln City        | 6-1  | 3-1  | 0-2  | 1-3  | 5-2  | 0-2  | 1-5  | 1-2  | –––– | 0-2  | 3-1  | 3-0  | 1-3  | 2-0  | 1-0  | 5-2  |
| Manchester City     | 4-1  | 4-1  | 1-1  | 3-3  | 4-1  | 2-4  | 2-5  | 1-1  | 11-3 | –––– | 4-0  | 2-5  | 7-1  | 1-0  | 6-1  | 4-1  |
| Newcastle United    | 1-2  | 6-3  | 3-1  | 1-   | 6-0  | 3-2  | 1-4  | 2-0  | 4-2  | 5-4  | –––– | 3-0  | 2-2  | 5-2  | 7-2  | 2-4  |
| Newton Heath        | 3-0  | 5-1  | 1-1  | 2-2  | 6-1  | 1-1  | 2-0  | 2-2  | 3-0  | 4-1  | 5-1  | –––– | 3-3  | 3-2  | 9-0  | 3-3  |
| Notts County        | 10-0 | 5-1  | 2-0  | 2-1  | 5-1  | 2-1  | 3-2  | 3-0  | 3-0  | 1-3  | 2-1  | 1-1  | –––– | 4-2  | 5-0  | 2-2  |
| Rotherham Town      | 2-1  | 4-1  | 1-3  | 2-3  | 2-0  | 4-1  | 3-2  | 0-1  | 5-2  | 3-2  | 1-0  | 2-1  | 1-2  | –––– | 6-1  | 1-2  |
| Walsall Town Swifts | 2-0  | 4-1  | 3-1  | 0-3  | 4-0  | 5-1  | 4-3  | 1-3  | 1-2  | 1-2  | 2-3  | 1-2  | 2-1  | 1-2  | –––– | 4-1  |
| Woolwich Arsenal    | 7-0  | 3-0  | 1-1  | 4-2  | 7-0  | 4-0  | 1-3  | 3-3  | 5-2  | 4-2  | 3-2  | 3-2  | 2-1  | 1-1  | 6-1  | –––– |